# 毛角蝽属
毛角蝽属（学名：Oncinoproctus）为半翅目的一个属。

## 下属物种
本属包括以下物种：
- 毛角蝽 Oncinoproctus griseolus